# فهرست مکان‌های برهنگی در آسیا
در فهرست مکان‌های برهنگی در آسیا مکان‌های برهنگی مکانی تفریحی برای مردم در قارهٔ آسیا آورده شده‌است.

## چین
ساحل دادونگایی در جزیره هینان، این ساحل از محل غیرقانونی برهنگی در کشور چین است.

### هنگ کنگ
برهنگی در هنگ کنگ غیرقانونی است اما توسط مردم رعایت نمی‌شود، مکان‌های برهنگی در هنگ‌کنگ عبارت است از:
1. پارک سای‌کونگ
2. جزیره لانتائو
3. ساحل تای لنگ وان در شبه جزیره چی ما ون
4. ساحل جنوبی خلیج ریپالس
5. ساحل کاپو لینگ چانگ

## هند
در هند تنها گروه مذهبی نارا سادو مجاز به برهنگی می‌باشند، آن‌ها در اعماق جنگل هر شش سال یک‌بار در جشن کوم میلا برهنه می‌شوند.

## اندونزی
1. پارک ملی سینگاراجا در بالی[۲]
2. دریاچه اوما ویلا در دنپاسار[۳]

## اسرائیل
1. کالیا در شمال دریاچه بحرالمیت[۴]
2. ساحل متسوکه در دریاچه بحرالمیت[۵]
3. صحرای اشرام[۶]

## ژاپن
برهنگی در ژاپن تنها حوض‌ها و حمام‌های آب‌گرم مجاز است.

## قرقیزستان
روستای کاجی سای در یسی‌کول

## فیلیپین
1. جزایر بوآیان[۸]
2. جزایر فرایدی در شهر ال‌نیدو پالاوان[۹]
3. کمپ فینکا گرانچا[۱۰]

## کره جنوبی
برهنگی برای آب‌تنی دریاچه‌های جنگل‌های استان جئولانام-دو کره جنوبی و حمام‌های عمومی آزاد است. دو ساحل برهنگی در جزیره چجو به نام‌های جئونگ من و هامه‌دوک توسط دولت کره جنوبی اداره می‌شود در کشور کره جنوبی وجود دارد.

## تایلند
1. روستای ساتاهیپ[۱۱]
2. روستای چیانگ مایی[۱۲]
3. بارفیت در بانکوک[۱۳]
4. کمپ ملی فتچابوری[۱۳]
5. مجموعه صلح آبی نیهارن در پوکت
6. دهکده سبز در کوفانگن

## ویتنام
آبشار جیالانگ در استان داک لاک ویئتنام